# Інгульська сільська рада (Устинівський район)
| Інгульська сільська рада — колишній орган місцевого самоврядування у Устинівському районі Кіровоградської області з адміністративним центром у с. Інгульське. Сільській раді були підпорядковані населені пункти: - с. Інгульське - с. Завтурове - с. Любовичка - с. Медвежа Балка |

## Склад ради
Рада складалася з 12 депутатів та голови.

### Керівний склад ради
| ПІБ                        | Основні відомості                                                               | Дата обрання | Дата звільнення |
| -------------------------- | ------------------------------------------------------------------------------- | ------------ | --------------- |
| Бодопрост Олена Олексіївна | Сільський голова, 1958 року народження, освіта                                  | 26.03.2006   | 01.04.2007      |
| Малєєв Петро Олксандрович  | Сільський голова, 1968 року народження, освіта, безпартійний                    | 26.08.2007   | 31.10.2010      |
| Малєєв Петро Олександрович | Сільський голова, 1968 року народження, освіта середня спеціальна, безпартійний | 31.10.2010   |                 |

Примітка: таблиця складена за даними джерела

## Населення
Згідно з переписом УРСР 1989 року чисельність наявного населення сільської ради становила 1330 осіб, з яких 655 чоловіків та 675 жінок.
За переписом населення України 2001 року в сільській раді мешкало 1099 осіб.

### Мова
Розподіл населення за рідною мовою за даними перепису 2001 року:
| Мова       | Відсоток |
| ---------- | -------- |
| українська | 95,68 %  |
| російська  | 3,69 %   |
| молдовська | 0,45 %   |
| білоруська | 0,18 %   |